# КК Таргу Жију
КК Таргу Жију (рум. ACS Târgu Jiu) је румунски професионални кошаркашки клуб из Таргу Жијуа. Тренутно се такмичи у Лиги Нaциoнaлa, а наследник је Енергије Таргу Жију, клуба угашеног 2016. године.